# Parque Nacional do Algueti

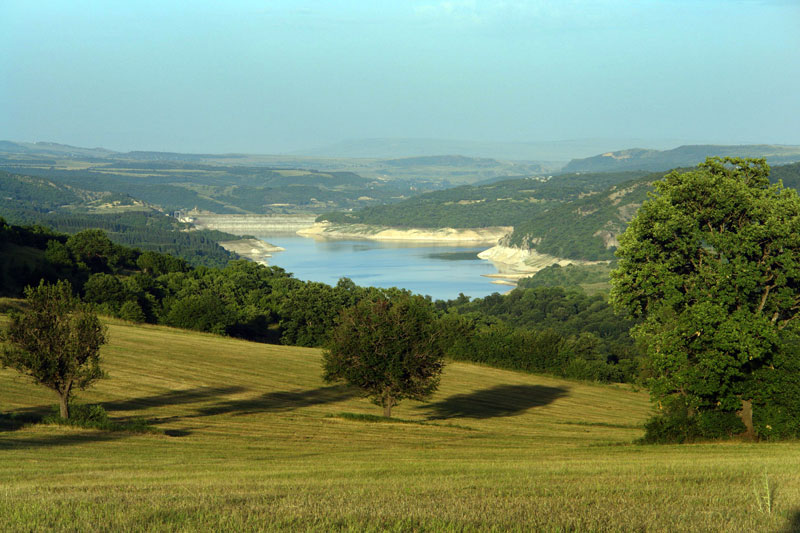
Vista do Lago Algueti, localizado no parque.

O Parque Nacional do Algueti (em georgiano: ალგეთის ეროვნული პარკი; romaniz.: algetis erovnuli parki) é uma área protegida na Geórgia, no sudeste do país. Encontra-se na região da Baixa Ibéria, no município de Tetritsqaro, a cerca de 60 quilômetros a sudoeste da capital do país, Tiblíssi.[carece de fontes?]
O Parque Nacional do Algueti se estende ao longo do vale superior do rio Algueti, nas encostas do sul do Woody, na faixa oriental das montanhas de Trialécia, sendo o ponto mais alto o Monte Cledecari, que está a dois mil metros acima do nível do mar. O parque foi fundado sob o governo soviético em 1965, como uma reserva estadual para proteger os limites mais orientais da área atual do parque. Em 2007, foi reorganizado em um parque nacional.